# Закумачне
Закума́чне (рос. Закумачное) — село у складі Новорського району Оренбурзької області, Росія.

## Населення
Населення — 90 осіб (2010; 133 у 2002).
Національний склад (станом на 2002 рік):
- казахи — 95 %